# Hackenberg (Remscheid)
Hackenberg ist ein statistischer Stadtteil von Remscheid und gehört zum Stadtbezirk Lennep. Er liegt nordöstlich von der Lenneper Altstadt. Im Osten grenzt Hackenberg an die Wuppertalsperre. Im Süden liegt der statistische Stadtteil Henkelshof, in dem sich das Schul- und Sportzentrum Hackenberg befindet.
Der Stadtteil ist nach einem Wohnplatz benannt, der im 14. Jahrhundert erstmals urkundlich erwähnt wurde. Darüber hinaus umfasst er als Verwaltungseinheit die weiteren Wohnplätze und Hofschaften Durchsholz, Halle, Lusebusch und Wiedenhof.
Am Hackenberg startet jedes Jahr am letzten Sonntag im Oktober der Röntgenlauf mit internationaler Besetzung und bis zu 4.000 Teilnehmern.

## Geschichte des Wohnplatzes Hackenberg
Erstmals urkundlich erwähnt wurde Hackenberg am 1. Oktober des Jahres 1325 in einer Urkunde Graf Adolf VI. von Berg. In dieser Urkunde wurde zwischen den Bürgern von Lennep („unsere burgern van Lennepe“) und „unse wyckbolt“ unterschieden. Mit wyckbolt werden die jenigen Bürger bezeichnet, die außerhalb der Stadtmauern „im Weichbild“ der Stadt lebten. In den Aufzeichnungen heißt es dann: „Item tzwe Hoeue yn Hackenberg“. Einige Zeilen weiter nach Erwähnung mehrerer anderer Höfe wird angeführt: „Item Walrauens Hoeff van Blyttart op Hackenberge“ (desgleichen Walrafs Hof von Blittart auf Hackenberg).
Im 18. Jahrhundert gehörte der Ort zum bergischen Amt Bornefeld-Hückeswagen. 1815/16 lebten 145 Einwohner im Ort. 1832 war Hackenberg weiterhin Teil der altbergischen Landgemeinde Fünfzehnhöfe, die nun der Bürgermeisterei Wermelskirchen angehörte. Der laut der Statistik und Topographie des Regierungsbezirks Düsseldorf als Weiler bezeichnete Ort besaß zu dieser Zeit eine Schule, 23 Wohnhäuser und 18 landwirtschaftliche Gebäude. Zu dieser Zeit lebten 191 Einwohner im Ort, zwölf katholischen und 179 evangelischen Glaubens.
Im Gemeindelexikon für die Provinz Rheinland werden für das Jahr 1885 21 Wohnhäuser mit 285 Einwohnern angegeben. Der Ort gehörte zu dieser Zeit zur Bürgermeisterei Fünfzehnhöfe innerhalb des Kreises Lennep. 1895 besitzt der Ort 20 Wohnhäuser mit 230 Einwohnern, 1905 21 Wohnhäuser und 186 Einwohner.
1906 wurde die Bürgermeisterei Fünfzehnhöfe mit Hackenberg in die Stadt Lennep eingemeindet.

## Infrastruktur
Im Stadtteil befindet sich die Gemeinschaftsgrundschule Hackenberg und in der Max-von-Laue-Straße ein Gemeindezentrum der evangelischen Kirchengemeinde Lennep.
Ebenfalls in der Wohnlage besteht der MGV „Glocke“ Hackenberg.